# Hansteen (Familie)
Hansteen ist eine verzweigte norwegische Familie dänischen Ursprungs, deren erstes bekanntes Mitglied Peder Bertelsen († 1631) war, Bürgermeister der damals noch dänischen Stadt Malmö. Seine Nachkommen nannten sich Hansteen; der Ururenkel Johannes Mathias Hansteen (1744–1792) begründete vier norwegische Linien des Geschlechts.
Durch Einheirat sind in den norwegischen Stammbaum der Hansteen Mitglieder der Familien Dunker, Schjøtt, Ullmann, Thiis und anderer aufgenommen worden (z. B. Bernhard Dunker, Peter Olrog Schjøtt, Jens Thiis, Nils Kjær und Liv Ullmann). Viele Mitglieder haben sich literarisch, philologisch, künstlerisch, journalistisch oder pädagogisch betätigt. (Theologen sind selten.) Conradine Dunker, Mathilde Schjøtt, Vilhelmine Ullmann, Ragna Nielsen und Aasta Hansteen sind Frauenrechtlerinnen aus unterschiedlichen Generationen.

## Stammbaum
Dieser Auszug berücksichtigt nur die Zweige, die zu prominenten Familienangehörigen führen. Wenn zwei, durch | getrennte Namen angeführt werden, ist der erste der Geburtsname und der zweite der Name, unter dem die Person bekannt geworden ist. Familiennamen werden bei ihrem ersten Auftritt fett dargestellt. Die vorangestellten Buchstaben dienen der Verdeutlichung der genealogischen Ebenen. Zum Beispiel werden die Nachkommen einer Person A# aufsteigend nach dem Geburtsdatum mit B1, B2, B3 usw. bezeichnet. B3 ist dann das drittälteste der hier angeführten Kinder von A#.

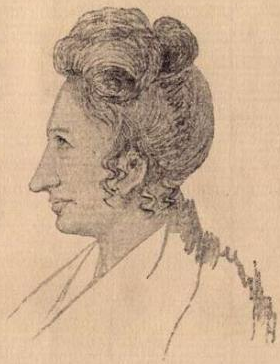
Conradine Dunker (1780–1866)
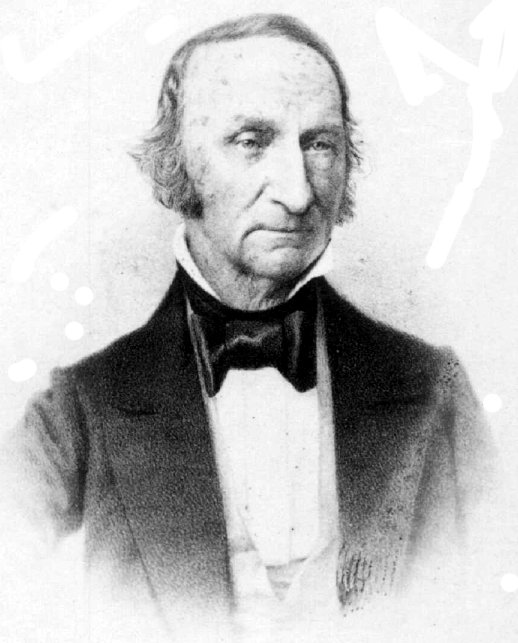
Christopher Hansteen (1784–1873)
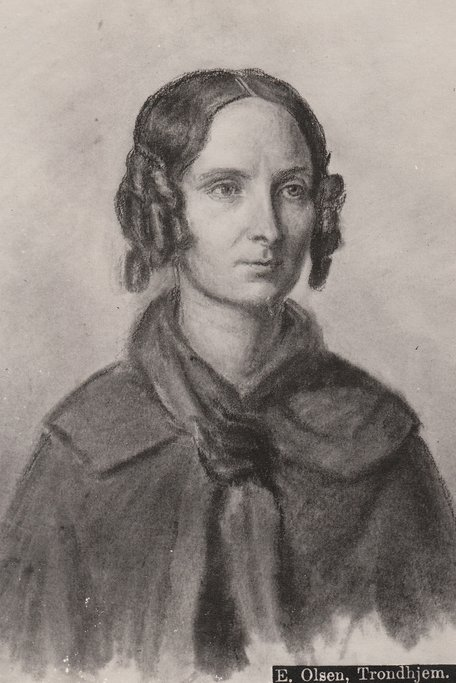
Jacobine Dunker (1808–1857)
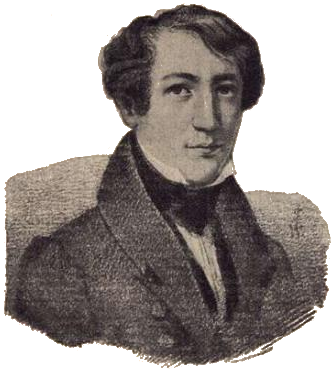
Bernhard Dunker (1809–1870)
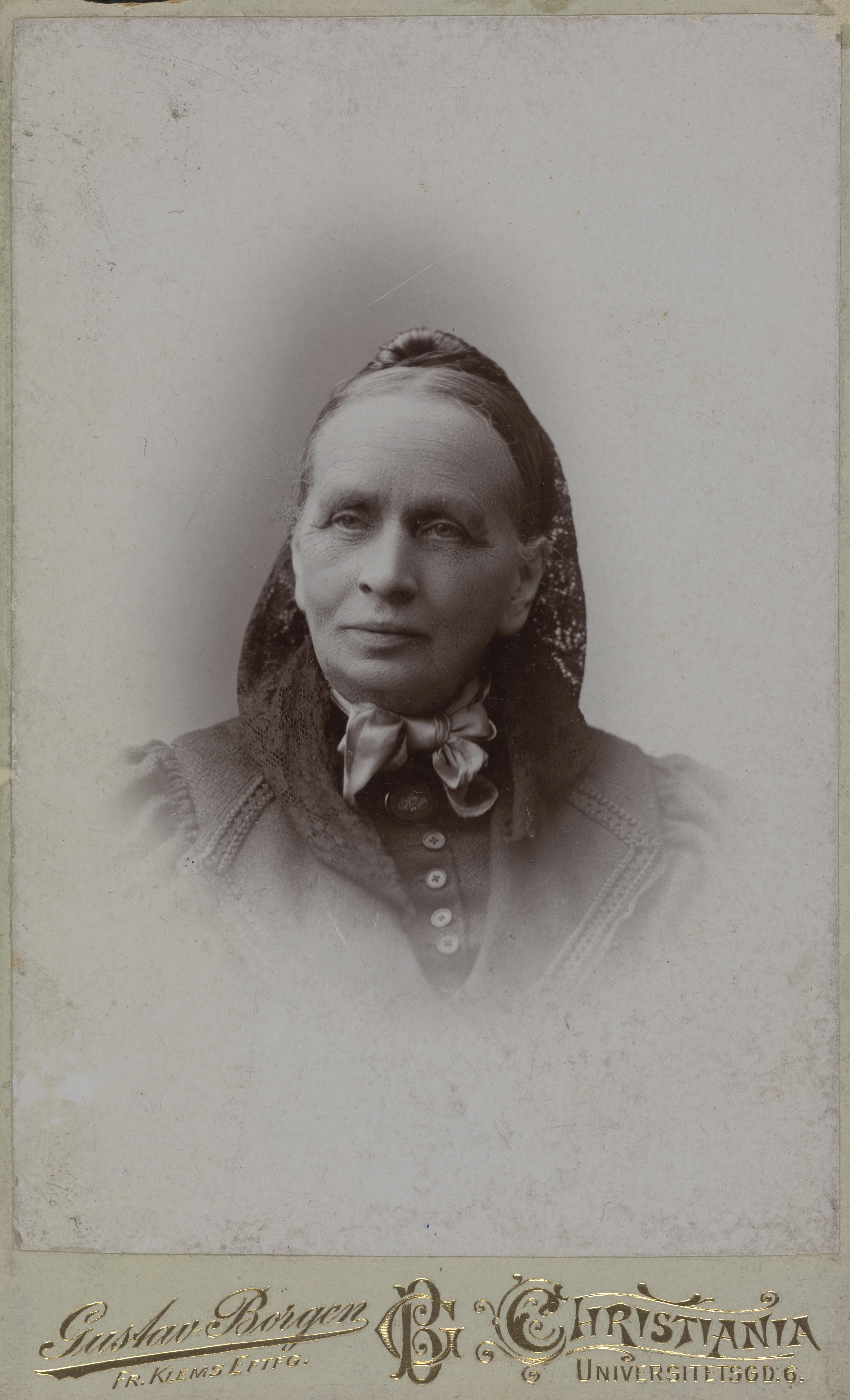
Vilhelmine Ullmann (1816–1915)
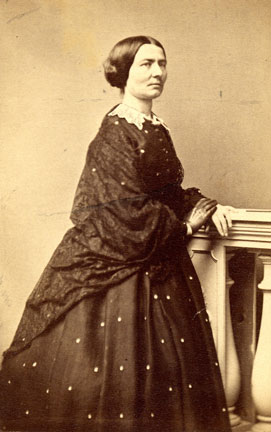
Aasta Hansteen (1824–1908)
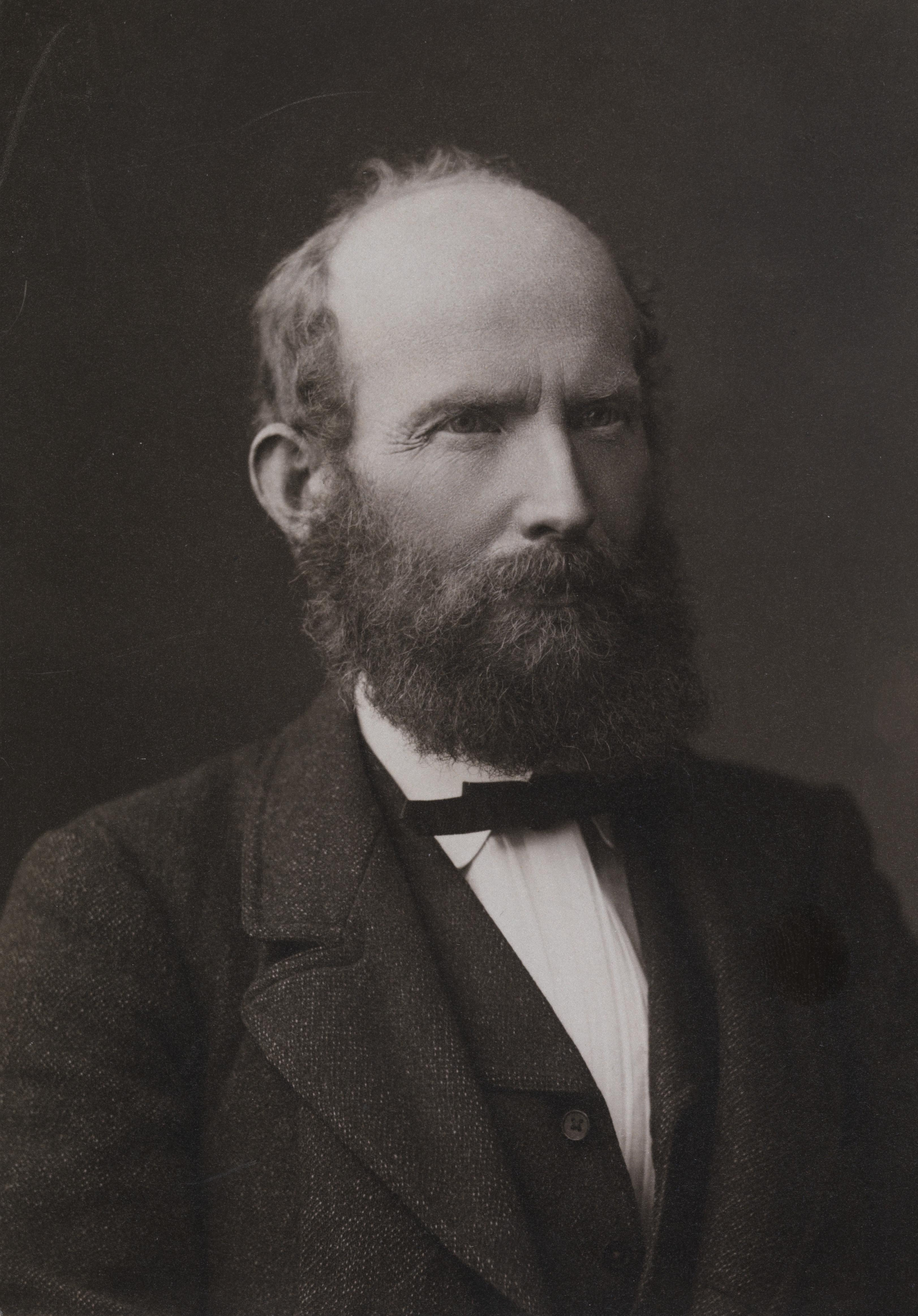
Peter Olrog Schjøtt (1833–1926)
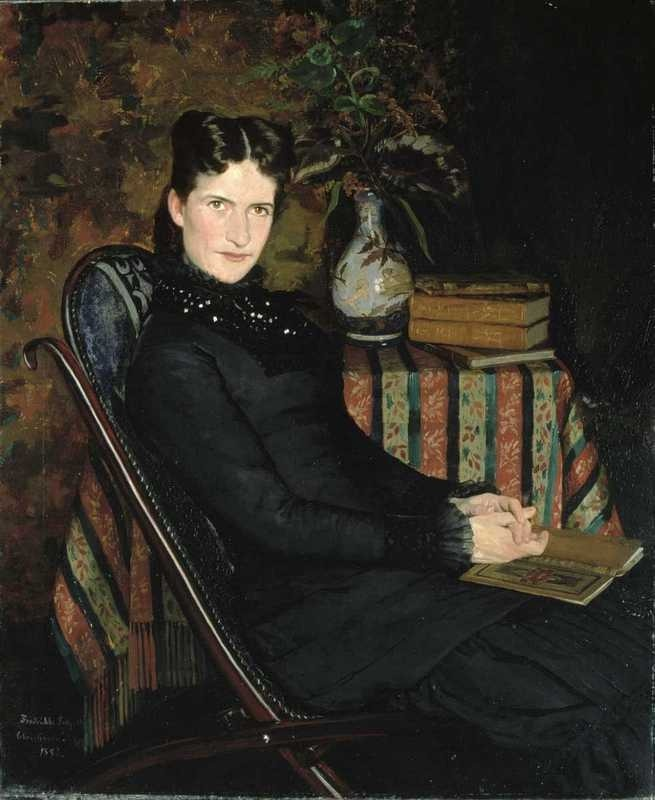
Mathilde Schjøtt (1844–1926)

- A1 Johannes Mathias Hansteen (1744–1792), Zollinspektor ⚭ Anne Cathrine Treschow (1754–1829)
  - B1 Conradine Birgitte Hansteen|Conradine Dunker (1780–1866), Schriftstellerin ⚭ (2) 1807 Johan Friedrich Wilhelm Dunker (1775–1844), Bergassessor und Fabriksdirektor
    - C1 Henriette Elisabeth Jacobine Wilhelmine Dunker|Jacobine Dunker (1808–1857), Pädagogin.
    - C2 Carl Christian Henrik Bernhard Dunker|Bernhard Dunker (1809–1870), Rechtsanwalt und Schriftsteller ⚭ 1839 Edle Jasine Theodore Grundt (1811–1887).
      - D1 Mathilde Dunker|Mathilde Schjøtt (1844–1926), Schriftstellerin und Frauenrechtlerin ⚭ 1867 Peter Olrog Schjøtt (1833–1926), Philologe und Politiker, Bruder von Steinar Schjøtt (1844–1920), Philologe, Pädagoge und Schulbuchautor.
        - E1 Sofie Schjøtt (1871–1950), Juristin und erste Richterin Norwegens.
        - E2 Mathilde Schjøtt (1876–1959), Realschullehrerin und erste Beamtin Norwegens.

      - D2 Bernhard Dunker (1847–1914), Departementssekretær ⚭ Anna Cathrine Ottesen (1861–1948).
        - E1 Jens Dunker (1892–1981), Architekt.

    - C3 Catherine Johanne Frederikke Vilhelmine Dunker|Vilhelmine Ullmann (1816–1915), Pädagogin, Frauenrechtlerin ⚭ 1839–1854 Jørgen Nicolai Axel Ullmann (1811–1862), kgl. fullmektig.
      - D1 Axel Conradin Ullmann (1840–1923), Koleopterologe und Schulleiter.
      - D2 Ebba Johanne Ullmann (1843–1908) ⚭ 1865 Fredrik Christian Dons (1836–1885), Theologe.
        - E1 Wilhelm Dunker Dons (1868–1908), Jurist ⚭ 1892–1906 Ella Anker (1870–1958), Journalistin und Schriftstellerin.
        - E2 Ragna Wilhelmine Dons (1870–1939) ⚭ 1895 Jens Thiis (1870–1942), Museumsdirektor.
          - F1 Helge Thiis (1897–1972), Architekt ⚭ 1923 Greta Wilhelmina Swenborg (1896–1982), Malerin.
            - G1 Aina Carina Thiis|Aina Leirdal (1924–2018), Keramikerin ⚭ 1947 Kristofer Leirdal (1915–2010), Bildhauer.
              - H1 Yngve Sakarias Leirdal|Yngve Zakarias (* 1957), Grafiker.

            - G2 Tone Kristina Thiis|Tone Thiis Schjetne (1928–2015), Bildhauerin ⚭ Gunnar Schjetne (1924–2022).
            - G3 Ragna Thiis (* 1940), Designlehrerin und Glasmalerin.

          - F2 Else Thiis (1898–1977) ⚭ 1920 Sigurd Grieg (1894–1973), Archäologe und Museumsdirektor.
          - F3 Ragna Thiis|Ragna Thiis Stang (1909–1978), Kunsthistorikerin ⚭ 1934 Nicolay Milberg Stang|Nic. Stang (1908–1971) Philologe und Kunsthistoriker.
            - G1 Tove Thiis Stang|Tove Stang Dahl (1938–1993), Juristin ⚭ 1960 Hans Fredrik Dahl (* 1939), Historiker.

        - E3 Fredrikke Margrete Dons (1872–1956), Lehrerin und Übersetzerin ⚭ 1896 Nils Kjær (1870–1924), Kritiker und Dramatiker.

      - D3 Ragna Vilhelmine Ullmann|Ragna Nielsen (1845–1924), Pädagogin und Frauenrechtlerin ⚭ 1879–1888 Ludvig Nielsen (1840–1895), Staatsanwalt und Polizeipräsident.
      - D4 Johan Christian Viggo Ullmann|Viggo Ullmann (1848–1910) Pädagoge, Politiker und Autor ⚭ 1875 Vilhelmine Marie Eriksen (1853–1918).
        - E1 Halfdan Andreas Ullmann (1883–1945) ⚭ Jenny Dagmar Erika Nilsen (1881–).
          - F1 Erik Viggo Ullmann (1907–1945), Zivilingenieur ⚭ 1932 Janna Erbe Lund (1910–1996), Buchhändlerin.
            - G1 Liv Ullmann (* 1938), Schauspielerin und Regisseurin.

  - B2 Christopher Hansteen (1784–1873), Physiker und Astronom ⚭ 1814 Johanne Cathrine Andrea Borch (1787–1840).
    - C1 Harald Hansteen (1821–1903), Bergwerksdirektor ⚭ Lagertha Mathilde Heiberg (1835–1898).
      - D1 Kristofer Hansteen (1865–1906), Verfasser und Anarchist ⚭ 1891 Olga Strøm (1869–1936).
      - D2 Edvard Heiberg Hansteen (1867–1949), Arzt ⚭ Engel Henriette Antonie Heiberg (1866–1921).
        - E1 Harald Viggo Hansteen (1900–1941), Jurist und Politiker ⚭ 1930 Kirsten Schreiner, geb. Moe|Kirsten Hansteen (1903–1974), Politikerin und Journalistin.

    - C2 Aasta Hansteen (1824–1908), Malerin und Frauenrechtlerin (unverheiratet).

  - B3 Peter Nicolai Hansteen (1786–1823), Jurist am Obersten Gerichtshof.
  - B4 Johannes Mathias Hansteen (1790–1877), Pfarrer in Løten ⚭ 1820 Francisca Birgitte Wilhelmine Dorph (1797–1867)
    - C1 Fransisca Wilhelmine Birgitte Hansteen (* 1825) ⚭ Andreas Melchior Eriksen (1822–1878), Pfarrer.
      - D1 Vilhelmine Marie Eriksen (1853 1918) ⚭ 1875 Johan Christian Viggo Ullmann|Viggo Ullmann (1848–1910) Pädagoge, Politiker und Autor.
        - Nachkommen von Viggo Ullmann

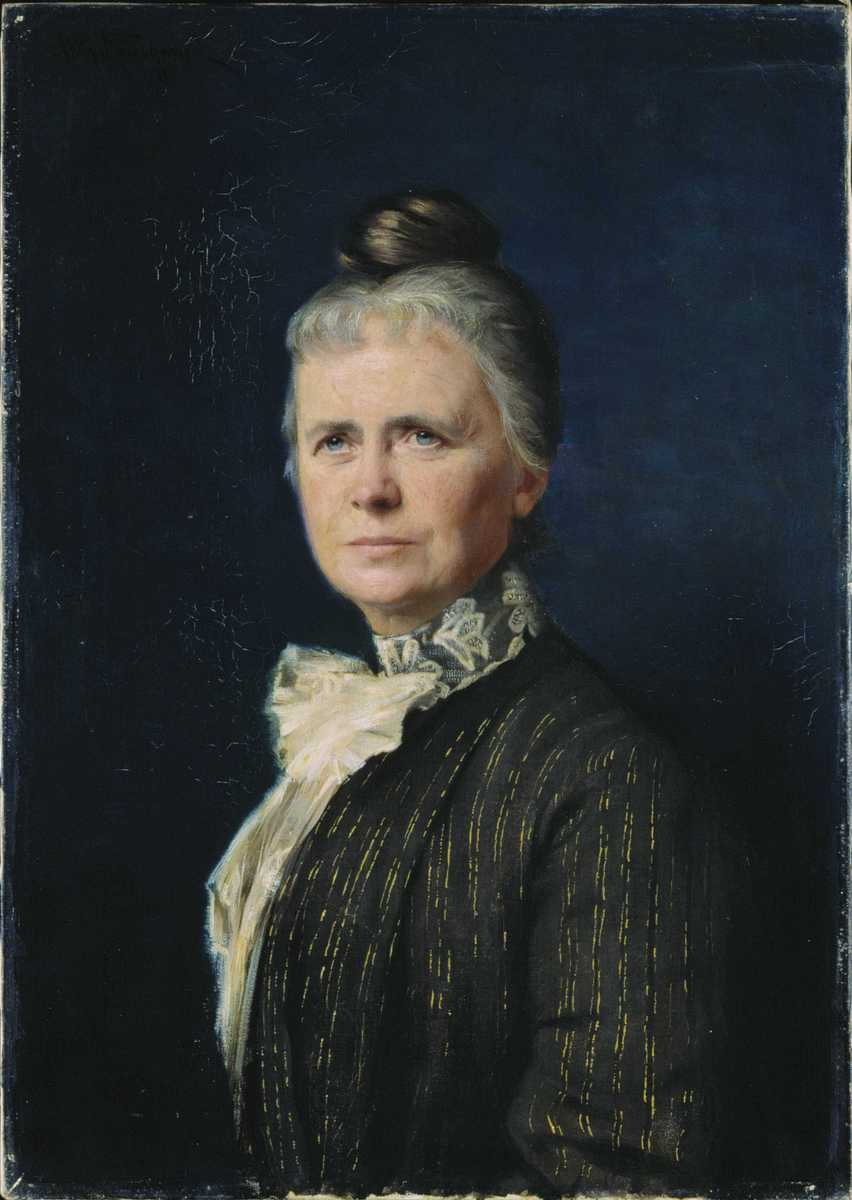
Ragna Nielsen (1845–1924)
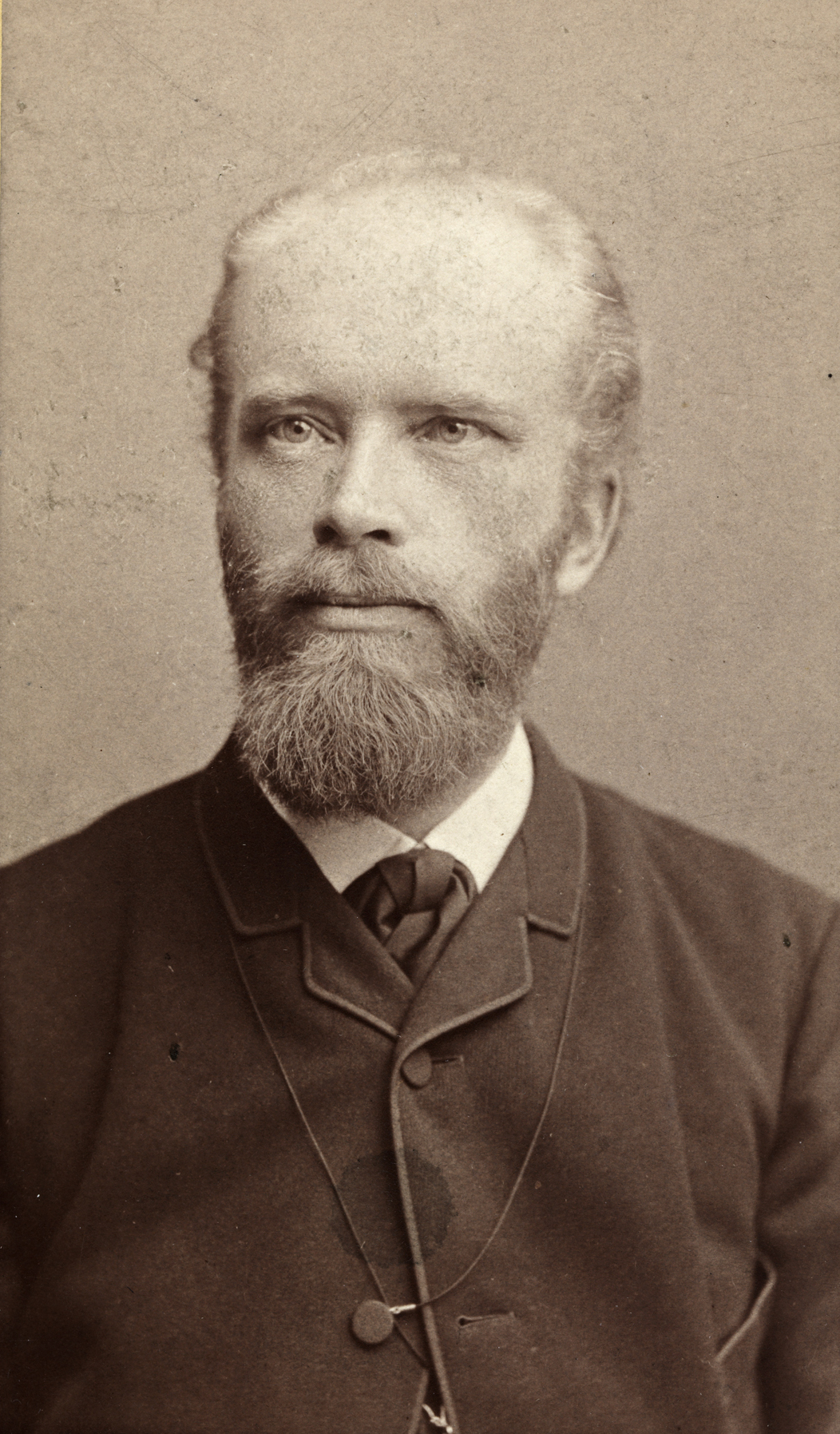
Viggo Ullmann (1848–1910)
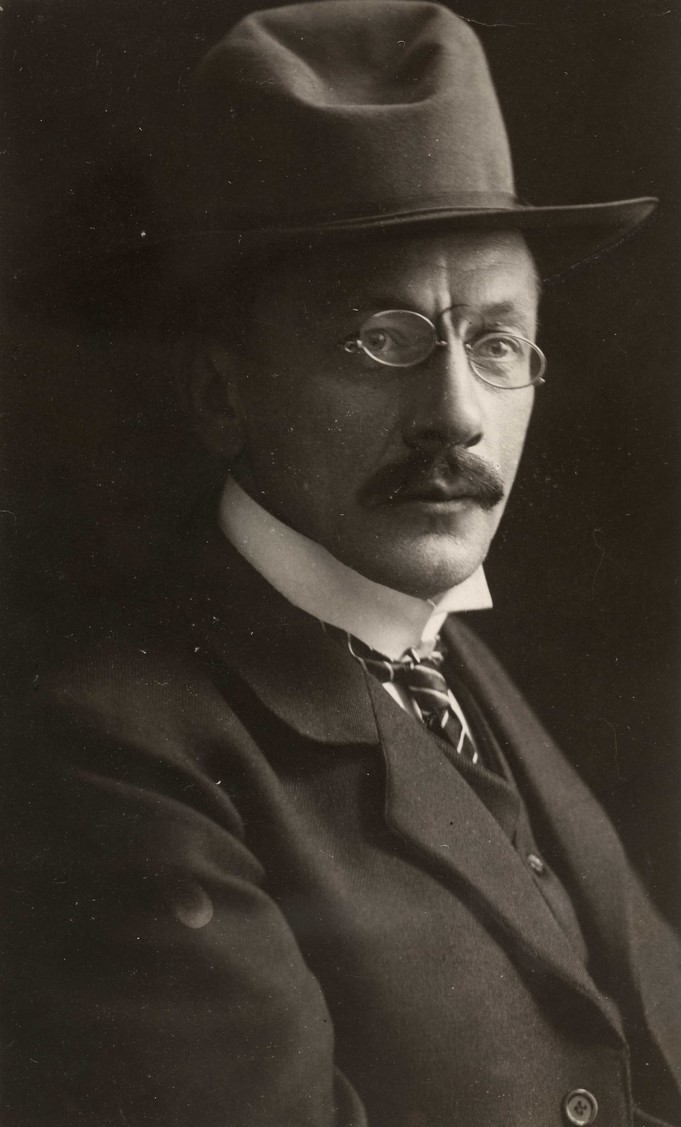
Nils Kjær (1870–1924)
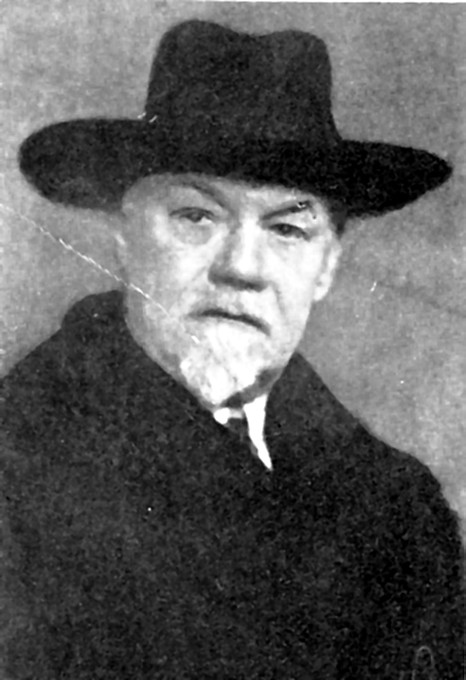
Jens Thiis (1870–1942)
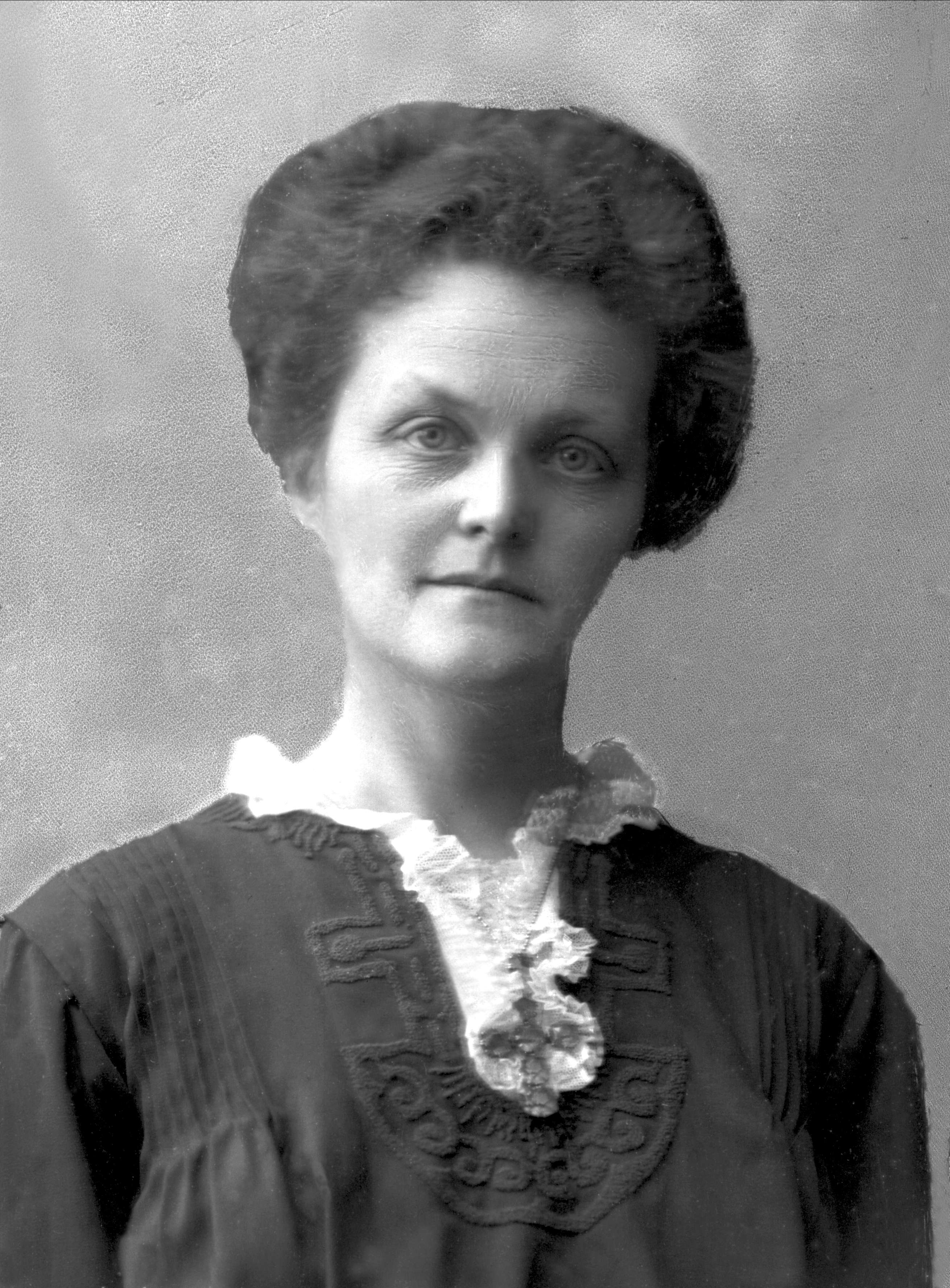
Ella Anker (1870–1958)
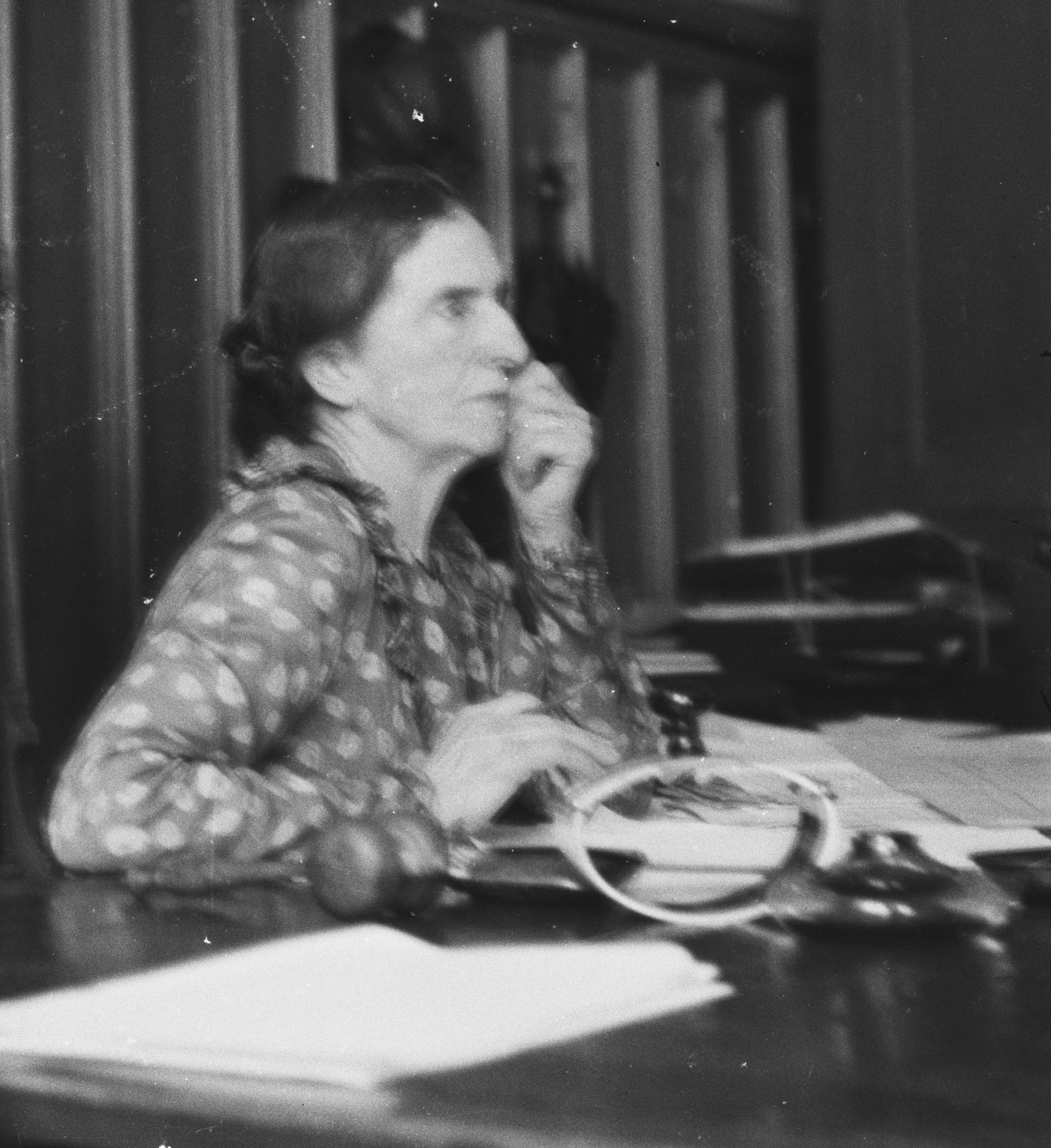
Sofie Schjøtt (1871–1950)
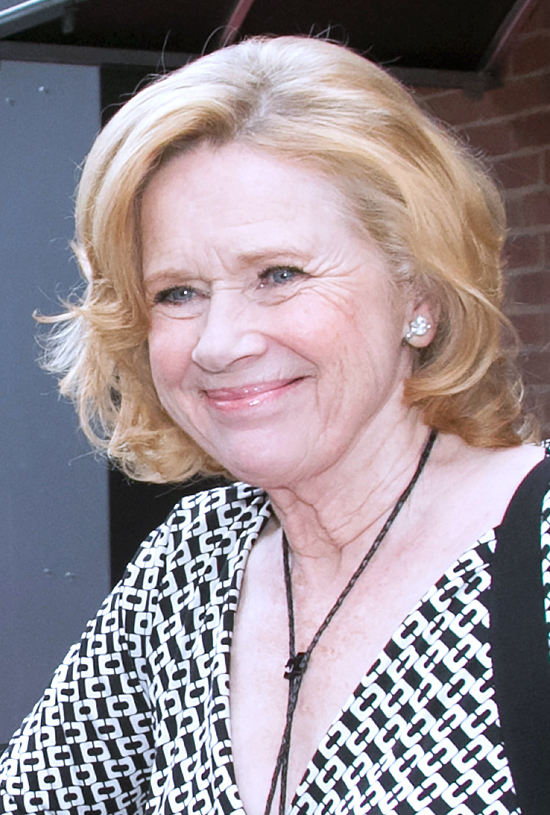
Liv Ullmann (* 1938)

### Doppelauftreten im Stammbaum
- Johan Christian Viggo Ullmann|Viggo Ullmann (1848–1910), Pädagoge, Politiker und Autor ⚭ 1875 Vilhelmine Marie Eriksen (1853–1918).